# U-400
| U-400                      | U-400                                         | U-400                                         |
| -------------------------- | --------------------------------------------- | --------------------------------------------- |
|                            |                                               |                                               |
|                            |                                               |                                               |
|                            |                                               |                                               |
| Під прапором               | Третій Рейх                                   | Третій Рейх                                   |
| Порт приписки              | Кіль, Гортен, Крістіансанн                    | Кіль, Гортен, Крістіансанн                    |
| Спуск на воду              | 8 січня 1944                                  | 8 січня 1944                                  |
| Виведений зі складу флоту  | грудень 1944                                  | грудень 1944                                  |
| Сучасний статус            | загинула на мінах                             | загинула на мінах                             |
| Проєкт                     |                                               |                                               |
| Тип ПЧ                     | средній ДПЧ                                   | средній ДПЧ                                   |
| Основні характеристики     |                                               |                                               |
| Швидкість (надводна)       | 17,7 вузлів                                   | 17,7 вузлів                                   |
| Швидкість (підводна)       | 7,6 вузлів                                    | 7,6 вузлів                                    |
| Робоча глибина занурення   | 230 м                                         | 230 м                                         |
| Гранична глибина занурення | 250—295 м                                     | 250—295 м                                     |
| Автономність плавання      | 15 725 км, 150 км під водою                   | 15 725 км, 150 км під водою                   |
| Екіпаж                     | 42-46 осіб                                    | 42-46 осіб                                    |
| Розміри                    |                                               |                                               |
| Довжина найбільша (по КВЛ) | 67,1 м                                        | 67,1 м                                        |
| Ширина корпусу найб.       | 6,2 м                                         | 6,2 м                                         |
| Середня осадка (по КВЛ)    | 4,74 м                                        | 4,74 м                                        |
| Водотоннажність надводна   | 769 т                                         | 769 т                                         |
| Озброєння                  |                                               |                                               |
| Артилерія                  | C35 88 мм/L45 із 220 зарядами                 | C35 88 мм/L45 із 220 зарядами                 |
| Торпедно- мінне озброєння  | 4 носовий та один кормовий TA калібру 533 мм, | 4 носовий та один кормовий TA калібру 533 мм, |
| ППО                        | 20-мм зенітна гармата FlaK 30/38/Flakvierling | 20-мм зенітна гармата FlaK 30/38/Flakvierling |

U-400 — середній німецький підводний човен типу VII C часів Другої світової війни.

## Історія
Замовлення на будівництво субмарини було віддано 25 серпня 1941 року. Субмарина була закладена 18 листопада 1942 року на верфі Говальдтсверке, Кіль, під будівельним номером 32, спущена на воду 8 січня 1944 року. Човен увійшов в дію 18 березня 1944 року. Єдиним командиром човна був капітан-лейтенант Горст Кройц.

### Флотилії
- 18 березня 1944 року — 31 жовтня 1944 року — 5-та флотилія (навчальна)
- 1 листопада 1944 року — 15 грудня 1944 року — 11-та флотилія

### Історія служби
Човен здійснив один бойовий похід, успіхів не досяг.
14 грудня 1944 року U-400 затонув в Кельтському морі, підірвавшись на британському мінному полі «HW A3» (50°33′16″ пн. ш. 5°11′37″ зх. д. / 50.55444° пн. ш. 5.19361° зх. д.), встановленому 3 грудня 1944 року британським загороджувачем «Аполло».. Всі 50 членів екіпажу загинули.
Каркас човна був одним з трьох кістяків (інші — U-325 та U-1021), знайдених дайверами-аматорами в 1999-2001 роках. До знахідки історики вважали, що U-400 був потоплений 17 грудня 1944 року в Північній Атлантиці в районі з координатами 51°16′ пн. ш. 08°05′ зх. д. / 51.267° пн. ш. 8.083° зх. д. глибинними бомбами з британського фрегата «Ньясаленд». Насправді в тій атаці загинув U-772.